# Privatbanen Sønderjylland
Privatbanen Sønderjylland (PBS) var et dansk jernbaneselskab, der opstod i 1997 som den første "nye" danske privatbane. Med base i Tønder og med brugte lokomotiver købt af bl.a. DSB, drev selskabet godstrafik på godsbanen Bramming-Grindsted og Tønder-Bramming-Esbjerg, men også Løgstør fik af og til besøg af PBS. Under ledelse af administrerende direktør Robin Roost fik selskabet nedbrudt mange barrierer hos myndighederne og de gamle jernbaneselskaber mv., i omstillingsprocessen til et liberaliseret jernbanemarked i Danmark.
Desuden fik man gennemtvunget at Banestyrelsen renoverede strækningen Tønder-Tinglev så PBS kunne drive godstrafik Tønder-Tinglev-Sønderborg samt lejlighedsvis til Åbenrå og Haderslev.
I 1998 fik PBS en kontrakt i stand med Hydro om kørsel med aluminiumstog fra Grenaa Havn til fabrikken i Tønder.
I 1999 begyndte PBS at køre containertog fra Maersks containerfabrik i Tinglev til Århus Havn.
Selskabet indstillede sin virksomhed på grund af konkurs 27. marts 2001; et ny privat jernbaneselskab – Traxion – overtog en del af PBS' aktiver og aktiviteter.